# Chelsea Kane
Chelsea Kane, rodným jménem Chelsea Kane Staub (* 15. září 1988, Phoenix, Arizona, Spojené státy americké) je americká herečka a zpěvačka. Nejvíce se proslavila rolí Stelly Malone v seriálu Jonas televizní stanice Disney Channel. Od roku 2012 se objevuje v seriálu Tři kluci a nemluvně jako Riley Perrin.

## Osobní život
Chelsea se narodila ve Phoenixu v Arizoně. Je jediným dítětem Johna a Becky Staub. Pracovala ve Valley Youth Theatre.

## Kariéra
V roce 2001 si zahrála v krátkém filmu nazvaném Failure of Pamela Salt. Hostující role si zahrála v televizních seriálech Listen Up, v pilotní epizodě seriálu Kalifornské léto a v roce 2004 získala roli ve filmu Prázdniny v Arizoně. V roce 2007 získala roli Meredith Baxter Dimly ve filmu Bratz. Pro filmový soundtrack nazpívala dvě písničky.
V roce 2008 jako Stephanie Jameson hrála v původním filmu stanice Disney Channel Minuteman. Také se objevila v jedné epizodě seriálu Kouzelníci z Waverly a v roce 2010 hrála v původním filmu opět televize Disney Channel Rande s hvězdou. Během let 2009–2010 se objevovala jako Stella Malone, stylistka a kamarádka kapely JONAS v seriálu Jonas, televize Disney Channel. Od roku 2010 pro tutéž televizi propůjčuje svůj hlas animovanému seriálu Rybičky.
V roce 2010 natočila webový seriál nazvaný The Homes. Seriál měl premiéru 27. ledna 2011 na lockerz.com. Účastnila se dvanácté sérii americké soutěže Dancing with the Stars. Jejím tanečním partnerem byl dvojnásobný šampion Mark Ballas. Skončila na třetím místě za Hinesem Wardem a Kirstie Alleyovou. V roce 2012 se objevila jako hostující postava ve finální sérii CW seriálu One Tree Hill. Od roku 2012 hraje Riley Perrin v sitcomu Tři kluci a nemluvně televize Freeform. V roce 2013 si zahrála ve filmu Lovestruck: The Musical po boku Andrewa Seeleye. V roce 2018 si tato dvojice zahrála znovu ve filmu Christmas by the boom.

## Filmografie

### Film
| Rok  | Název               | Role                  | Poznámka |
| ---- | ------------------- | --------------------- | -------- |
| 2004 | Prázdniny v Arizoně | Carol                 |          |
| 2007 | Bratz               | Meredith Baxter Dimly |          |

### Televize
| Rok       | Název                                | Role                                | Poznámka                                  |
| --------- | ------------------------------------ | ----------------------------------- | ----------------------------------------- |
| 2004      | Listen Up!                           | mladá dívka                         | díl: „Grandmaster of Wolfhung“            |
| 2004      | Kalifornské léto                     | Sharon                              | díl: „Pilot“                              |
| 2004      | Cracking Up                          | Nora Jones                          | 2 díly                                    |
| 2008      | Kouzelníci z Wavrly                  | Kari Landsdorf                      | díl: „The Supernatural“                   |
| 2008      | The Bill Engvall Show                | Erica                               | díl: „Pineblock Derby“                    |
| 2008      | Disney Channel Games                 | Samu sebe                           | 5 dílů                                    |
| 2008      | Jonas Brothers: Living the Dream     | Samu sebe                           | díl: „Hello Hollywood“                    |
| 2008      | Minutemen                            | Stephanie Jameson                   | TV film (Disney Channel)                  |
| 2009–2010 | Jonas L.A.                           | Stella Malone                       | hlavní role, 34 dílů                      |
| 2010      | Rande s hvězdou                      | Alexis Bender                       | TV film (Disney Channel)                  |
| 2010–2014 | Rybičky                              | Bea Goldfishberg (hlas)             | hlavní role, 89 dílů                      |
| 2011      | Dancing with the Stars               | Samu sebe/soutěžící                 | 12. řada, umístila se na 3. místě         |
| 2011      | So Random!                           | Samu sebe                           | díl: „Chelsea Kane and Hot Chelle Rae“    |
| 2012      | One Tree Hill                        | Tara Richards                       | 5 dílů                                    |
| 2012      | Kriminálka Las Vegas                 | Brooke Casidy                       | díl: „Trendy, trendy, trendíčky“          |
| 2012–2017 | Tři kluci a nemluvně                 | Riley Perrin                        | hlavní role, 100 dílů                     |
| 2012      | V těle boubelky                      | Paige McBride                       | díl: „Jane's Getting Married“             |
| 2013      | Lovestruck: The Musical              | mladá Harper Hutton/Debbie Hayworth | TV film (Freeform)                        |
| 2014      | Fanklub smrti                        | Ava Pierce                          | TV film (Lifetime)                        |
| 2014      | Smrtící hurikán                      | Victoria                            | TV film                                   |
| 2015      | Rick a Morty                         | Arthricia (hlas)                    | díl: „Look Who's Purging Now“             |
| 2015      | Normálka                             | Chrissy / dívka s bublinou (hlas)   | 2 díly                                    |
| 2018–2019 | Hot Streets                          | Jen Sanders (hlas)                  | hlavní role, 20 dílů                      |
| 2018      | Christmas by the Book                | Joanna Moret                        | TV film (Hallmark)                        |
| 2018      | Trolls: The Beat Goes On!            | Pow (hlas)                          | díl: „Party Crashed“                      |
| 2019–2020 | Archibaldovy velké plány             | Loy (hlas)                          | hlavní role                               |
| 2019      | Robot Chicken                        | Butterbear/Ellen Ripley (hlas)      | díl: „Musya Shakhtyorov in: Honeyboogers“ |
| 2020      | Ashley Garcia: Geniální a zamilovaná | Ava Germaine                        | vedlejší role, 4 díly                     |
| 2020      | DC Super Hero Girls                  | Rose Wilson (hlas)                  | díl: „Dinner for Five“                    |
| 2021      | Archibald's Next Big Thing Is Here   | Loy (hlas)                          | hlavní role                               |

### Internet
| Rok  | Název     | Umělec       | Poznámka                        |
| ---- | --------- | ------------ | ------------------------------- |
| 2011 | The Homes | Annie Holmes | Hlavní role, internetový seriál |

### Hudební videa
| Rok  | Název                | Umělec                         | Poznámka |
| ---- | -------------------- | ------------------------------ | -------- |
| 2009 | „U Can't Touch This“ | Daniel Curits Lee a Adam Hicks |          |
| 2009 | „Chelsea“            | The Summer Set                 |          |
| 2011 | „Hotwire“            | Mark Ballas                    |          |

## Ocenění a nominace
| Rok  | Ocenění            | Kategorie                    | Práce                | Výsledek |
| ---- | ------------------ | ---------------------------- | -------------------- | -------- |
| 2009 | Teen Choice Awards | televizní objev roku: žena   | Jonas L.A.           | nominace |
| 2012 | Teen Choice Awards | letní televizní hvězda: žena | Tři kluci a nemluvně | nominace |
| 2013 | Teen Choice Awards | letní televizní hvězda: žena | Tři kluci a nemluvně | nominace |